# 11573 Helmholtz
Helmholtz (asteróide 11573) é um asteróide da cintura principal, a 2,367835 UA. Possui uma excentricidade de 0,2706555 e um período orbital de 2 136,58 dias (5,85 anos).
Helmholtz tem uma velocidade orbital média de 16,53040074 km/s e uma inclinação de 2,26116º.
Este asteróide foi descoberto em 20 de Setembro de 1993 por Freimut Börngen, Lutz Schmadel.